# Kostel svatého Jakuba (Brusel)
Kostel svatého Jakuba na Coudenbergu (francouzsky Église Saint-Jacques-sur-Coudenberg, nizozemsky Sint-Jacob-op-Koudenbergkerk) je římskokatolický královský farní kostel nacházející se na Královském náměstí (Place Royale/Koningsplein) návrší Coudenberg v Královské čtvrti (Quartier Royal / Koningswijk) v Bruselu, hlavním městě Belgie.
Neoklasicistní kostel byl navržen architekty Gillesem-Barnabém Guimardem a Louisem Montoyerem a vybudován v letech 1776 až 1787. V 19. století byla přistavěna kupole a zvonice a také barevná freska.
Objekt byl v roce 1959 označen jako historická kulturní památka. V současné době je řazen jako královský farní kostel a od roku 1986 jako katedrála Vojenského ordinariátu Belgie.
Místo je dostupné z bruselského hlavního nádraží a také ze stanic metra Parc/Park (linky 1 a 5) a Trône/Troon (linka 2 a 6).

## Historie

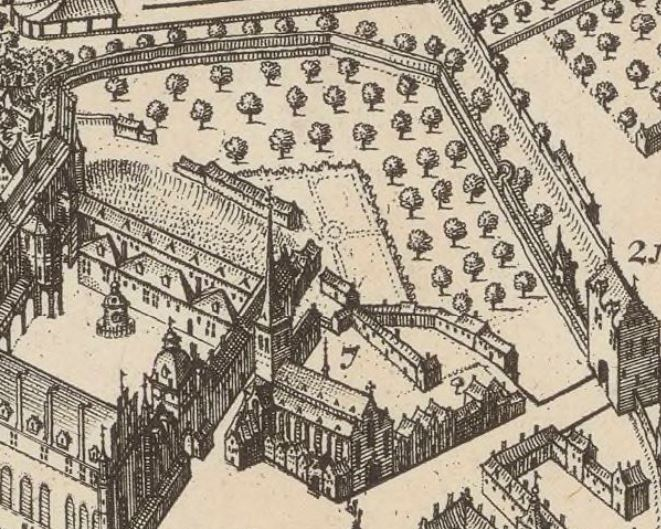
Někdejší Coudenberská kaple a opatský kostel, zobrazený v Bruxelle, nobilissima Brabantiæ civitas (1695)

Kostel je zasvěcen svatému Jakubovi, jednomu z dvanácti Ježíšových apoštolů. Byl vystavěn na místě původních dvou církevních objektů - kaple královského paláce Coudenberg a kostela Coudenberského opatství. Obě stavby byly zbořeny na příkaz Karla Alexandra Lotrinského, guvernéra Rakouského Nizozemska, během jeho rozsáhlých urbanistických projektů, přestože unikly velkému požáru z roku 1731, který zničil přilehlý palác. 
Nový kostel byl postaven souběžně s Rue Montagne de la Cour / Hofberg na svém dnešním místě na Place Royale/Koningsplein. Stavbu fasády zahájil francouzský architekt Gilles-Barnabé Guimard podle návrhů Jeana-Benoîta-Vincenta Barrého (1775). Základní kámen byl slavnostně položen Karlem Alexandrem Lotrinským dne 12. února 1776 a portikus byl dokončen v roce 1780. Loď, transept, chór a sakristie byly postaveny pod dohledem belgicko-rakouského architekta Louise Montoyera v letech 1785–86.  
Po vysvěcení sloužil jako opatský i farní kostel zároveň. Navíc to byl oficiální kostel dvora guvernérů Habsburského Nizozemska. Současná budova byla navržena tak, aby sloužila jako kostel opatství sv. Jakuba na Coudenbergu, a proto má hluboký rozšířený chór s místem pro chórové oddíly pro mnichy.
Během francouzské revoluce bylo opatství zrušeno a kostel byl přeměněn na chrám rozumu a později na chrám práva. V roce 1802 byl kostel navrácen pod katolickou správu. Dne 21. července 1831 složil princ Leopold z rodu sasko-kobursko-gothajského na středovém schodišti kostela přísahu, po níž se stal prvního králem Belgičanů jako Leopold I. 
Budova poněkud ztratila svůj typický neoklasicistní chrámový vzhled přidáním v 19. století kopule a zvonice (podle návrhu architekta Tilmana-Françoise Suyse) a také barevné fresky od malíře Jeana Françoise Portaelse na štítu. 

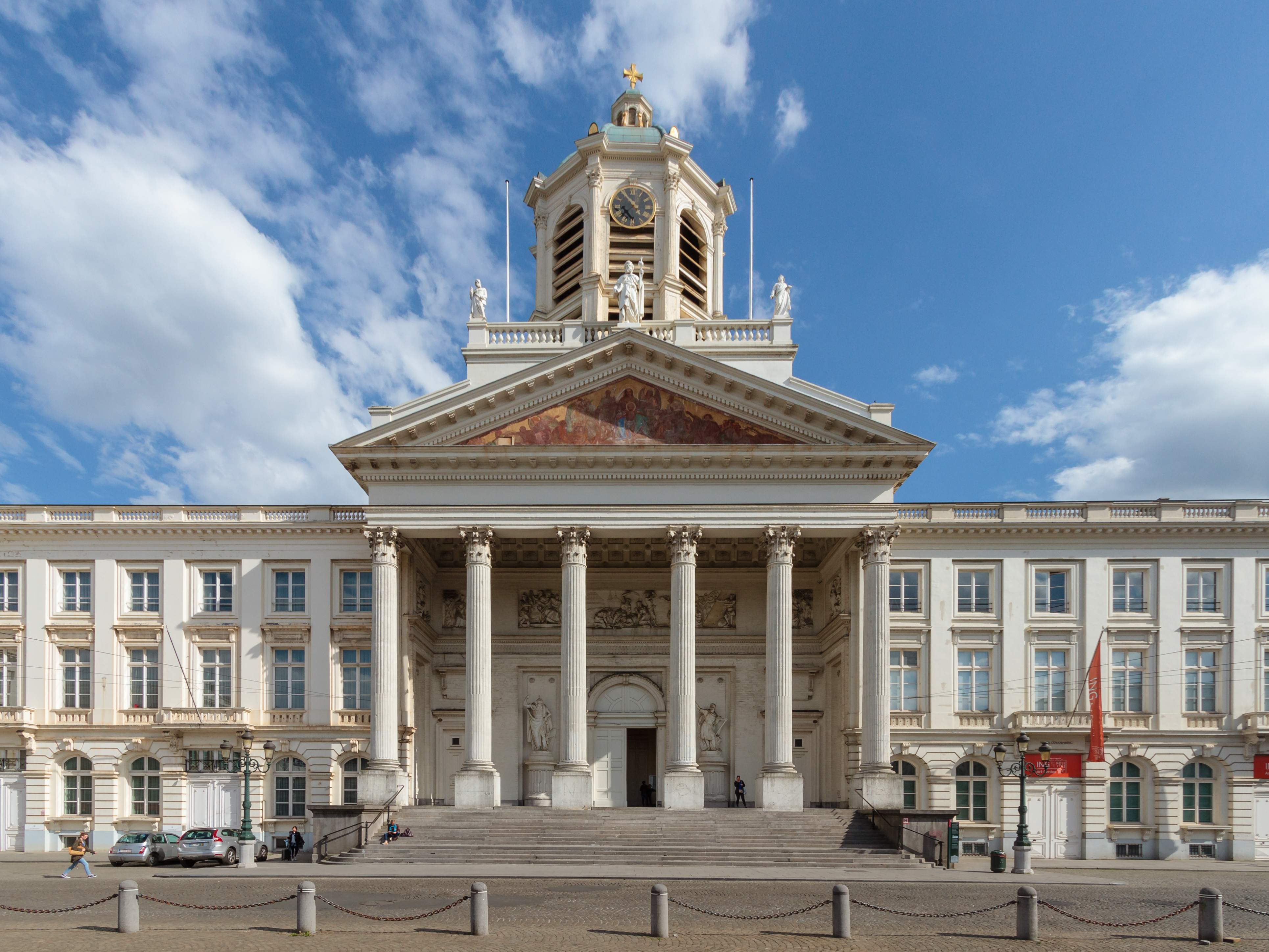
Detail průčelí kostela

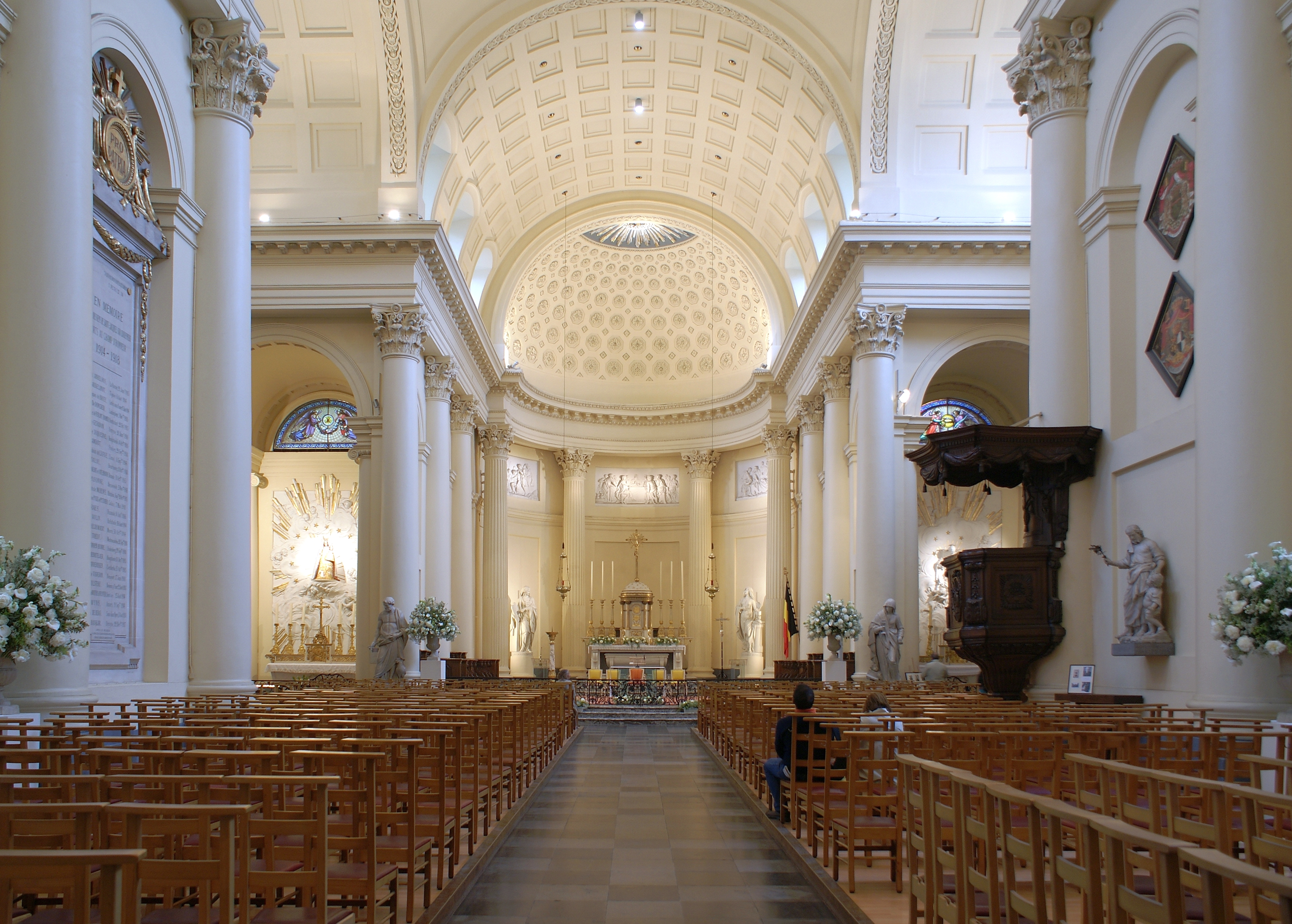
Interiér kostela

V průběhu 20. století probíhaly některé vnitřní i vnější udržovací a restaurátorské práce: mj. v letech 1903–04, 1924–25 (výstavba schodů), 1935–36 (architekt A. Delpy), 1960–1970 (architekt J. Rombaux) a v roce 1987 (restaurování zvonice). Interiér a průčelí kostela byly královským dekretem vydaným 2. prosince 1959 prohlášeny chráněnou kulturní památkou Belgie.